# 조선민주주의인민공화국 전기석탄공업성
전기석탄공업성(電氣石炭工業省)은 조선민주주의인민공화국의 폐지된 옛 내각 중앙행정기관이다. 1962년 10월 23일 전기공업성과 광업성, 석탄공업성을 통합하여 전기석탄공업성으로 조직했다가 1972년 폐지되었다. 1998년 9월 제10기 1차 최고인민회의에서 법개정을 통해 전기공업성과 광업성, 석탄공업성을 통합하여 개편, 발족하였다. 뒤에 다시 전기공업성과 석탄공업성으로 분리되었다.

## 연혁
- 1962년 10월 23일 전기석탄공업성 출범
- 1972년 12월 전기석탄공업성 폐지, 전력공업부, 석탄공업부로 분할
- 1998년 9월 전기석탄공업성 출범
- 2006년 10월 27일 전기석탄공업성 폐지, 전력공업성, 석탄공업성 출범

## 조직
- 서부관리국
- 동부관리국
- 개마고원지구관리국
- 석탄공업총국
- 전력공업총국
- 수력발전국

## 역대 상, 부상

### 역대 전기석탄공업상
- 정일룡 1962년 10월 23일 ~
- 조동섭
- 김태근 1967년 12월 16일 ~ 1971년

- 신태록, 2000년 9월 5일 ~ ,
- 오광홍  ~
- 한봉춘  ~
- 주동일  ~ 2003년 9월 2일
- 주동일 2003년 9월 3일 ~ 2006년 10월 27일

### 역대 부상
- 림남수 2000년 9월 ~ 2006년 1월, 석탄공업총국 총국장 겸직(2003 ~ )
- 박남칠 2001년 ~ 2006년 10월 26일
- 김형식(金亨植) 2005년 5월 ~ 1월 ~ 2006년 10월 26일

### 역대 제1부상
- 김형식(金亨植) 2005년 1월 ~ 2005년 5월
- 림남수 2006년 1월 ~ 2006년 10월 26일

## 같이 보기
- 전기공업성
- 석탄공업성